# 若松栄一
若松 栄一（わかまつ えいいち、1914年〈大正3年〉11月22日 - 1987年〈昭和62年〉9月13日）は、日本の厚生技官、医師。医学博士。元厚生省医務局長、国立身体障害者リハビリテーションセンター初代総長。日本公衆衛生学会名誉会員。

## 略歴
新潟県新潟市東堀通13番町（現 新潟市中央区東堀通13番町）の新潟県農工銀行職員・若松重太郎の次男として出生。
1931年（昭和6年）3月に新潟中学校を4年で修了（四修）、1934年（昭和9年）3月に新潟高等学校を卒業、1938年（昭和13年）3月に新潟医科大学を卒業。
1938年（昭和13年）4月に新潟医科大学病理学教室（教授：赤崎兼義）副手に就任、1940年（昭和15年）7月に助手に就任。
1941年（昭和16年）2月に太平洋戦争に応召、仙台陸軍病院に入営、任陸軍衛生曹長、漢口第三兵站病院付、1942年（昭和17年）1月に陸軍軍医少尉に任官、漢口第一陸軍病院付、1943年（昭和18年）3月に新潟医科大学から医学博士号を取得、同年9月に陸軍軍医中尉に任官、1945年（昭和20年）8月に陸軍軍医大尉に任官、1946年（昭和21年）6月に復員。
1946年（昭和21年）7月に新潟医科大学病理学教室講師に就任、同年11月から新潟県衛生部医務課に勤務、1947年（昭和22年）6月に新潟保健所第2代所長に就任。
1948年（昭和23年）6月に厚生省に入省、予防局防疫課に勤務、1955年（昭和30年）8月に児童局母子衛生課長に就任、1958年（昭和33年）7月に公衆衛生局結核予防課長に就任、1962年（昭和37年）7月に医務局国立病院課長に就任、1963年（昭和38年）7月に公衆衛生局長に就任、1965年（昭和40年）10月に医務局長に就任、1968年（昭和43年）6月に厚生省を退官。
1968年（昭和43年）7月に医療金融公庫理事に就任、1979年（昭和54年）7月に国立身体障害者リハビリテーションセンター初代総長に就任、1985年（昭和60年）3月に退職、同年7月にメヂカルフレンド社相談役に就任。
1987年（昭和62年）9月13日午前6時26分に東京都新宿区戸山の国立病院医療センターで心不全のため死去、72歳没。密葬が東京都中野区中央の慈眼寺で行われ、告別式が東京都新宿区南元町の千日谷会堂で行われた。

## 業績
- 未熟児養育医療制度や訪問指導制度を創設し、母子健康施策の推進に貢献した[15]。
- 結核予防法の大改正を行って結核予防対策に取り組み、結核予防行政の礎を築いた[16]。
- 赤痢を中心とした感染症対策の確立に貢献した[16]。
- ポリオの撲滅に貢献した[17]。
- 栄養士の身分制度の確立に貢献した[16]。
- 理学療法士および作業療法士の資格制度の普及・発展に尽力し[18]、医学的リハビリテーションの基礎を創り上げた[16]。
- 身体障害者福祉の向上・発展に尽力した[19]。
- 日本の保健医療水準の向上に貢献した[17]。

## 栄典・表彰
- 1985年（昭和60年）4月29日 - 勲二等旭日重光章[20]
- 1986年（昭和61年）7月29日 - 日本赤十字社金色有功章[21]
- 1987年（昭和62年）9月13日 - 正四位[22]

## 家族・親戚
- 若松重太郎 - 父、陸軍歩兵少尉、秋田工業学校嘱託、新潟県農工銀行職員、新潟證券交換所支配人、新潟タクシー支配人、新潟市会議員。
- 若松卓一 - 兄、陸軍歩兵少尉、三光電機商会（新潟市）創業者・初代社長、三光電機（長岡市）取締役。
- 若松信一 - 甥（若松卓一の長男）、三光電機商会第2代社長。
- 若松謙一 - 甥（若松信一の弟）、天文学者、岐阜大学名誉教授。小惑星「若松」の命名元。
- 中澤桂 - 従妹（叔父〈母の弟〉の四女）、声楽家、東京音楽大学名誉教授。
- 堺時雄 - 叔父の義兄、母の弟の妻の兄、写真家。
- 坂井一元 - 義兄（姉の夫）、弁護士、元新潟県弁護士会会長。
- 中畠健 - 義弟（妹の夫）、内科医、海軍軍医大尉、第四十一駆逐隊軍医長（駆逐艦「冬月」乗艦）、新潟県立吉田病院初代院長・名誉院長。
- 上野道隆 - 義弟（妹の夫）、地方公務員、新潟県中頸城郡吉川町第4代町長。
- 上野道故 - 義弟（上野道隆）の父、医師、産婦人科学者、新潟医科大学産婦人科学教室第2代教授。

## 同期
- 猪初男 - 医師、耳鼻咽喉科学者、第8代新潟大学学長、新潟大学名誉教授。新潟中学校・新潟高等学校・新潟医科大学の同期[23]。
- 宮村定男 - 医師、細菌学者、新潟大学名誉教授、新潟薬科大学名誉教授。新潟中学校・新潟高等学校・新潟医科大学の同期[24]。

## 著作物

### 著書
- 『苦悩するアメリカの医療』武見太郎[序]、牧野出版社、1973年。
- 『アメリカの医療の横顔』武見太郎[序]、牧野出版社、1976年。

### 訳書
- 『医療の未来像』フィリップ・セルビー[著]、伊藤雅治・大谷藤郎・近藤健文・谷修一・野村瞭[共訳]、若松栄一[監修]、武見太郎・若松栄一[序]、メヂカルフレンド社[発売]、国際看護交流協会、1976年。

### 論文
- CiNii収録論文 - CiNii